# Carabus monilifer
Carabus monilifer es una especie de insecto adéfago del género Carabus, familia Carabidae. Fue descrita científicamente por Tatum en 1847.
Habita en China, Corea del Norte, Rusia y Corea del Sur.